# エアシップQ
『エアシップQ』（エアシップキュー、Airship Q）は、CygamesによるPlayStation VitaおよびPlayStation 4用ゲームソフト。
2015年11月19日にPS Vita版が発売された。

## 概要
Cygamesの新規IPタイトルで、同社初のコンシューマ向けタイトルにもなっている。Cygamesと同じサイバーエージェントのグループ企業であるサイバーエージェント・クラウドファンディングが運営するクラウドファンディングプラットフォーム「Makuake」において資金調達を行い正式開発の運びとなったという制作経緯を持つ。
ゲームのCMタイアップソングのアーティストは女性歌唱グループJ☆DEEZの「ニャゴニャゴじゃんけん」（アーティスト表記は「ジェイディーズ」としてSony MusicのSMEレコーズよりリリースされる）。（楽曲の詳細は上記リンクのJ☆DEEZの作品項目を参照）本作の情報（紹介されたのはVITA版のみ）はテレビ東京の小学生向けバラエティー番組おはスタでも紹介された。
内容はいわゆるサンドボックスゲームと呼ばれるジャンルに位置する。本作は『日本製ならではのサンドボックスゲーム』を標榜し、横スクロール型アクションゲーム要素の加味や表情豊かなドット絵グラフィック、ストーリー性の重視などをアピールポイントとしている。なお、PlayStation VITA版とパソコン向けのsteam版が発売されてからはかなり月日が経っているが、2019年の現在もPlayStation 4版の発売は未発売のままである。コンシューマー向けのVITA版の発売その後に最後にリリースされたものはパソコン版にあたるsteam版だけである。（公式サイトより）steam版のタイトル名はグローバル版としてのリリースのため英語表記にした「wondership（ワンダーシップ）」となっている。

## ゲームシステム
※内容は未発売であるPS4版は除く
対応表示言語は日本語、英語、朝鮮語、中国語（繁体字）、中国語（簡体字）オプションモードで変更可能。（なお、VITA版ではアップデートの最終更新にて対応された。steam版は最初からそれらの言語から選択できる。）
飛行船をステージ中で入手した素材を使って自分なりに飛行船をカスタマイズする事ができる。
※ただし、VITA版とsteam版ではゲームのストーリー等の内容は同一だがゲーム中での操作方法が異なる。
VITA版の操作方法
steam版の操作（デフォルト）
パソコン向けのsteam版では、コンフィングの変更にはkeymap（キーマップ）.jsonというプログラムのファイルを利用しているためコントローラーの割り当て方法としてWindowsのメモ帳等で手動でキーボードの文字入力だけで自由に変更できる。（※steam版の修正パッチVer.1.1適応後に手動変更可能）例えば、OSがWindowsの場合、標準のファイルエクスプローラからそのファイル名を検索すれば操作方法の変更がメモ帳のアプリケーションだけで容易に変更が可能である。

## 登場人物
主人公
本作の主人公で、17歳の女の子。性格は好奇心旺盛でアクティブ。
5年前にラガードの街の骨董市で「スウィフトの書」を入手し、「科学」というものを知る。弟であるレミュエルとともに書を解読し、エアシップQという翔船を造った。それに乗って浮遊島群ラピュータに乗り込んだが、弟と共に魔女に囚われ、魔女の魔法でネコの姿に変えられてしまう。
レミュエル
主人公の弟。性格は賢くてしっかり者だが、泣き虫。
主人公同様魔女の魔法でネコの姿に変えられてしまったと同時に魔女の城に連れて行かれた。魔女の隙を見ながら通信石というアイテムで主人公にアドバイスする、いわゆるこのゲームのナビゲーター。
スウィフト
浮遊島群ラピュータを造った科学者の男性。故人であり、その後はラピュータは崩壊の一途をたどっている。
魔女
古の城に住む美しい魔女。主人公とレミュエルをネコの姿に変えた本人。

## 評価
4Gamer.netが主催する「4Gamerアワード」2014年インディーズ部門の優秀賞を受賞。